# قزمان الأول (بابا الإسكندرية)
البابا  قزمان الأول بابا الإسكندرية وبطريرك الكرازة المرقسية, بطريرك الكنيسة القبطية الأرثوذكسية (726-727)الرابع والأربعون.
في أثناء باباوية الأنبا الكسندروس الثاني إذ كان الأب يوأنس (ناسك قديس / دير طمنورة بمريوط) جالسًا مع بعض رهبان الدير، قال لهم: «صدقوني يا أولادي إن قلبي ينبئني بأني سأنتقل من هذا العالم في ذات اليوم الذي ينتقل فيه الأنبا الكسندروس الثاني إلى مساكن النور، وأن أخاكم الراهب ثيؤدورس سيعتلي الكرسي المرقسي، لا خليفة لالكسندروس، ولكن للبابا الذي يأتي بعده».
وبالفعل إذ تنيح البابا الكسندروس أختير البابا قزمان الأول (44) الذي لم يحتمل المرارة التي كان يعانيها شعبه بسبب ضغط الجزية المتزايدة فاشتهى أن ينطلق، وقد سمع الرب طلبته ولم يبقَ على الكرسي سوى 15 شهرًا.